# O Incêndio de Cibola
O Incêndio de Cibola (Cibola Burn) é um romance de ficção científica de 2014 de James S. A. Corey (pseudônimo de Daniel Abraham e Ty Franck ) e o quarto livro da série A Expansão.
Segue a tripulação da nave Rocinante enquanto eles se juntam à migração da humanidade pela galáxia, usando os portões construídos pela antiga civilização que também produziu a protomolécula.
O Incêndio de Cibola é precedido pelo livro de 2013, Os Portões de Abadom e a série continua em Ardil de Nemesis de 2015.
No lançamento de O Incêndio de Cibola, a Orbit Books anunciou que James SA Corey escreveria três livros adicionais na série (somando dois que já estavam planejados) para trazer a série para nove romances e vários contos. Cibola Burn serve de base para a quarta temporada da série de televisão The Expanse, que foi lançada pela Amazon Video em 13 de dezembro de 2019.

## Inspiração Para o Título

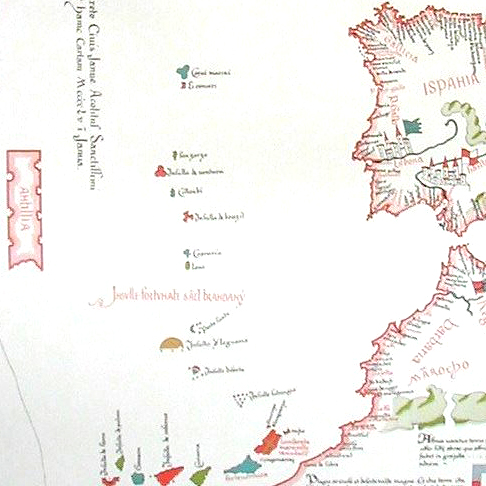
Mapa de Bartolomeo Pareto de 1455. A ilha Antillia está representada a Oeste

O título faz referência a Lenda das Sete Cidades, ou Sete Cidades do Ouro, ou como também são conhecidas, as Sete Cidades de Cibola.  Inspirou durante muitos séculos a exploração marítima.
No século 16, os espanhóis na Nova Espanha (atual México) começaram a ouvir rumores de "Sete Cidades de Ouro" chamadas "Cíbola" localizadas do outro lado do deserto, centenas de quilômetros ao norte. As histórias podem ter suas raízes em uma lenda portuguesa anterior sobre sete cidades fundadas na ilha de Antillia por uma expedição católica no século VIII, ou uma baseada na captura de Mérida, na Espanha, pelos mouros em 1150.Trata-se de um mito popular durante o século XVI. De acordo com a lenda as setes cidades seriam encontradas pelo Território do Novo México.

Uma imagem completa do mapa de 1489 de Canepa, mostrando Antillia (a oeste) em relação à Península Ibérica.

O primeiro documento ibérico referente às Sete Cidades é uma crónica em latim da cidade de Porto Cale (a moderna cidade do Porto), aparentemente escrita, cerca de 750 AD, por um clérigo cristão.

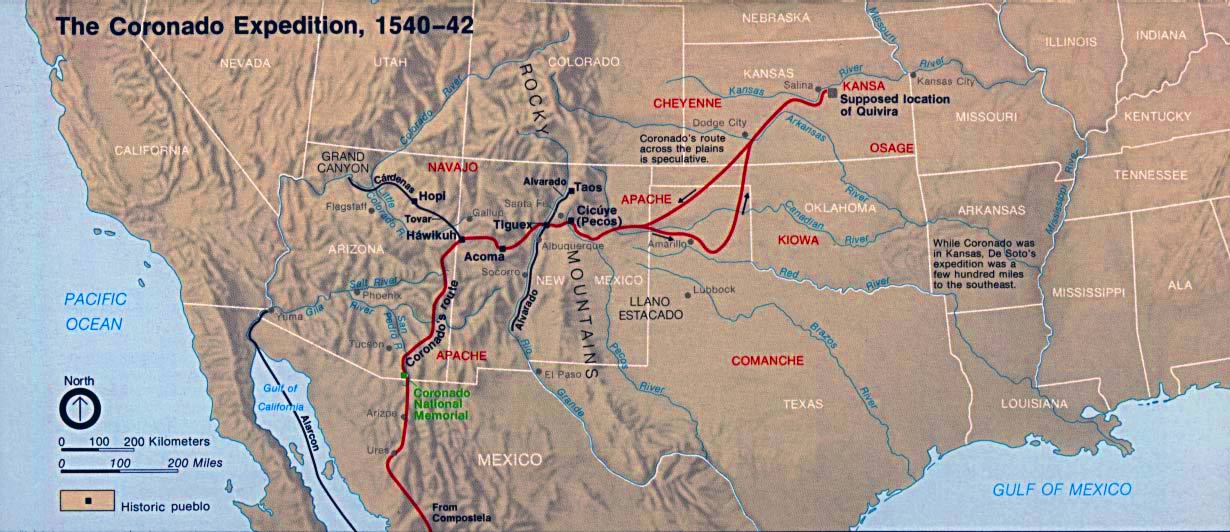
Rota da Expedição Coronado, 1540-1542

Apesar da inexistência de contactos comprovados com as Sete Cidades, a crença na sua existência deu origem a uma das lendas mais divulgadas da Idade Média europeia, existindo múltiplos relatos de registos visuais fortuitos e de expedições organizadas para o seu descobrimento. Quase todas as cartas e portulanos medievais onde se representava o Mar Oceano, o atual Atlântico, a apresentam, embora com posições e formas variadas. A par da ilha do Brasil ou da Ilha de Man, a Antília, no contexto da tradição brendaniana, a Ilha das Sete Cidades é uma das referências geográficas mais persistentes da proto-geografia atlântica.
Em 1540, o espanhol Francisco Vásquez de Coronado liderou uma grande expedição ao norte do México em busca de riqueza e das Sete Cidades de Cibola. Em vez de riqueza, ele encontrou agricultores indígenas vivendo em uma série de comunidades e aldeias no que hoje são o Arizona e o Novo México. Estas eram as nações Apache, Navajo, Hopi, Zuni e Rio Grande Pueblo de hoje.
Além de "Cibola", nomes associados a cidades de ouro perdidas semelhantes também incluem: El Dorado, Paititi, Cidade dos Césares, Lago Parime em Manoa, Antilia e Quivira.
O título da obra seria então uma representação da destruição do sonho perdido e da perda das maravilhas sonhadas na nova terra a ser colonizada. Também é uma referência ao incêndio de Troia e a outras grandes cidades pela história. 

## Contexto
Após os eventos de Os Portões de Abadom, a humanidade ganhou acesso a milhares de novos mundos e sistemas solares através das redes de portões. As Nações Unidas, os governos Marciano e da Aliança de Planetas Exteriores até agora restringiram os esforços de exploração e colonização a uma missão de pesquisa científica corporativa para um desses planetas. Para complicar as coisas, existe um assentamento colonial já existente no planeta antes da entrada em vigor do bloqueio militar dos anéis. Ambos os lados reivindicam a propriedade em um confronto que reflete muitas interações coloniais ao longo da história. James Holden é enviado para mediar as interações entre colonos e cientistas quando as tensões políticas e raciais culminam em violência.
Ainda perseguido pela presença desencarnada de Miller, que deseja investigar o desaparecimento dos antigos habitantes do planeta, Holden chega a um mundo à beira da guerra. No entanto, o maior perigo para os colonos, cientistas e Holden não são os desacordos humanos que eles trouxeram, mas a fronteira. Assim como a colonização do oeste americano e muitos projetos coloniais do passado da Terra, a fronteira na qual a humanidade se aventurou é vasta, descontrolada e cheia de perigos. Quando uma doença misteriosa e um desastre horrível atacam ao mesmo tempo e ameaçam a vida dos colonos e daqueles em órbita, Holden e Miller devem enfrentar as ruínas de uma civilização alienígena em busca da única coisa que pode salvá-los a todos.

## Sinopse
Os portões abriram o caminho para mil novos mundos e a corrida para colonizar começou. Um exército de colonos estão prontos para iniciar uma nova vida nos planetas recem descobertos. Em Ilus, a primeira colônia humana nesta vasta e nova fronteira, está nascendo em sangue e fogo.
Os colonos independentes se opõem ao poder esmagador de uma nave corporativa apenas com sua determinação, coragem e as habilidades aprendidas nas longas guerras do lar. Cientistas inocentes são massacrados enquanto tentam pesquisar um mundo novo e alienígena. A luta em Ilus ameaça se espalhar de volta à Terra.
James Holden e a tripulação de sua pequena nave são enviados para fazer a paz no meio da guerra e fazer sentido no meio do caos. Mas quanto mais ele olha para isso, mais Holden pensa que a missão deveria falhar.
E os sussurros de um homem morto o lembram que a grande civilização galáctica que existiu nesta terra se foi. E esse algo o matou.

## Enredo Resumido

### Prólogo
Naves coloniais têm atravessado os portões do buraco de minhoca e colonizado os mundos internos, expandindo as fronteiras da humanidade além do sistema Sol em um ritmo intenso. Basia Merton, que anteriormente viveu em Ganimedes até que seu filho, Katoa, foi usado no experimento da protomolécula, foi um dos primeiros colonos de Ilus, batizado de “Nova Terra” pelas Nações Unidas. Uma colônia é assentada em First Landing onde as reservas de lítio estavam mais próximas da superfície do planeta. Basia constrói alguns explosivos improvisados e destrói a plataforma de pouso para que a enorme nave-colônia a Edward Israel, não consiga pousar e iniciar sua operação de mineração; no entanto, um módulo da nave chega muito mais cedo do que o esperado e é derrubado na explosão.
Elvi Okoye, uma exozoóloga, fica ferida no acidente do ônibus espacial, mas sobrevive; muitos de seus companheiros de tripulação, incluindo o Governador, são mortos. Fayez Sarkis, geohidráulica, sobrevive e se junta a Elvi. Dimitri Havelock, antigo parceiro de Miller, trabalha na força de segurança a bordo da Edward Israel.

### Estação Medina
A Rocinante tem aceitado trabalhos de escolta de navios até a Estação Medina, anteriormente a Nauvoo e a Behemoth, que fica em orbita do Anel do Sistema Sol.
Depois de atracar, Fred Johnson, líder da APE, diz a Holden que recebeu um vídeo de Chrisjen Avasarala; ela quer que Holden mediei a situação em Nova Terra, já que ele é imparcial com a ONU e a APE. A  APE tem divergências fundamentais com a ONU sendo responsável por entregar contratos para milhares de mundos, então Fred e Avasarala estão canalizando as coisas para evitar que isso fique fora de controle. Holden finalmente concorda em aceitar o trabalho, em parte porque eles estarão definindo o modelo para tudo o que se segue, e em parte porque o dinheiro é muito bom.
A Rocinante atravessa o Anel, mas ainda levará 73 dias para chegar à Nova Terra. Enquanto isso, Holden recebe demandas contínuas de ambos os lados exigindo que ele force o outro a ceder; o capitão da Barbapiccola insiste que eles possam vender seu minério, enquanto o capitão da Edward Israel continua seu bloqueio, insistindo que os independentes estão vendendo o lítio ilegalmente. Holden acha que sua missão está destinada a falhar, que ambos os lados o estão usando como bode expiatório.
Miller continua a aparecer para Holden que o pergunta como ele consegue segui-lo, e Miller diz a ele que a protomolécula colocou um nó local em sua nave durante o incidente de Ganimedes, quando o monstro estava no compartimento de carga.
A filha de Basia, Felcia, quer deixar Ilus para cursar a Universidade; ela faz amizade com Elvi e pede que ela escreva uma carta de recomendação. Após uma tempestade de areia, Elvi vê uma luz nas ruínas e investiga; ela descobre explosivos e relata suas descobertas à força de segurança do RCE.
Coop, o líder da resistência da APE, diz a Basia que a RCE encontrou os explosivos e eles precisam detoná-los ou eles serão rastreados até eles. No entanto, isso é apenas um ardil para que Basia apareça. Todos eles aparecem com armas e têm um tiroteio, matando todos os seguranças da RCE lá.
Adolphus Murtry, chefe da segurança da RCE no Edward Israel, desce com um módulo leve para extrair o único pessoal de segurança sobrevivente e parar os insurgentes, deixando Havelock no comando da segurança da nave.
Ilus
Holden e Amos pousam no planeta sem nenhuma fanfarra; Alex e Naomi , que não podem suportar a gravidade devido à sua fisiologia Cinturiana, voltam para a órbita. Eles caminham até a praça da cidade, onde os dois lados opostos, liderados pela major/coordenadora Carol Chiwewe e Murtry, estão se enfrentando em uma disputa de gritos. Ambos os lados pedem que Holden fique do lado deles, mas ele quer ser imparcial. Coop ameaça Murtry, que por sua vez atira em Coop bem no olho; ele declarou a Lei Marcial na cidade. Holden diz a Murtry que ele pretende processá-lo por assassinato, mais tarde; Amos diz a Holden que ele sabe que Murtry gosta de matar, e que ele provavelmente terá que atirar nele em breve.
Em uma reunião com outros insurgentes, Basia os convence de que eles precisam de Holden do lado deles, e que se eles escalarem as coisas, isso tornará tudo muito pior. O grupo recomenda que ele fale com Holden, já que Holden encontrou seu filho em Ganimedes.
Elvi encontra-se com Holden e fica um pouco apaixonado por ele. Ela diz a ele que, embora os humanos tenham evoluído por mais tempo do que a vida neste planeta, eventualmente algo aqui aprenderá a explorá-los, não como um vírus, que evoluiu com os humanos, mas aprenderá a "explorá-los" a menos que eles possam construir anticorpos para combatê-los. Já é um problema, no entanto, porque eles não criaram uma biosfera quando desembarcaram. Holden diz a ela que eles chegarão a isso assim que a outra crise for resolvida.
Holden realiza a primeira reunião conjunta entre Murtry e Chiwewe em um esforço para estabelecer as leis sobre Ilus. Eles chegam a um acordo em que a APE pode enviar minério para a Barbapiccola, mas precisam assinar com os explosivos de mineração da RCE.
Enquanto caminhava, Miller aparece para Holden e explica que os habitantes anteriores de Ilus eram poderosos o suficiente para remodelar todo o planeta e tinham um sistema de defesa orbital que poderia ter vaporizado Ceres, mas ainda foram extintos pelos assassinos da raça-mãe da protomolécula.
Holden encontra Basia no caminho de volta; Basia diz a Holden quem ele é, e diz que eles não podem fazê-lo sair. Holden pode dizer pelo seu comportamento nervoso que ele está na resistência ou sabe quem está. Naomi liga e avisa que há enormes picos de energia vindos de sua localização.
Órbita
Havelock relata a Murtry que ele converteu seu módulo leve em uma bomba de fusão improvisada. Murtry também quer que Havelock treine os cientistas para formar uma milícia. Mais tarde, o capitão Marwick diz a Havelock que o que acontece no solo pode ter grandes consequências para ele e sua nave quando eles voltarem pelo Anel com a APE do outro lado.
A Rocinante pega algo grande se movendo na superfície durante os picos de energia; Holden, Elvi, Fayez e Wei entram em um carrinho e conferem. Eles encontram um grande ser semelhante a um inseto que Holden reconhece como um dos drones de segurança da Ring Station que era tão hábil em matar coisas. Ele está consumindo as gramíneas e fungos no chão para se reparar. Holden diz que eles precisam recuar o mais rápido possível, mas Wei abre fogo contra ele e o mata; eles o queimam para garantir que não ressuscite.
Ilus
Basia vai a mais uma reunião da APE que apresenta um plano de tirar todas as forças de segurança em um esforço para tornar economicamente inviável a ocupação. Basia não quer nada disso e vai embora. Em casa, ele diz à esposa que vai conversar com Holden sobre isso; ela diz a ele que sua filha está saindo em um ônibus (espacial) agora para ir para a universidade no sistema Sol e ele corre para detê-la. Quando ele chega ao ônibus, ele percebe que ela ficará muito mais feliz e segura se ela for, então ele simplesmente lhe dá um adeus apropriado. Ele rastreia Holden e o avisa sobre o que vai acontecer; Holden não está tão surpreso, mas diz que é irrelevante porque todos eles estão deixando o planeta com a tecnologia alienígena desperta, de qualquer maneira.
Holden reúne Murtry e Chiwewe e diz que eles estão indo embora, mas nenhum dos dois concorda com seu plano. Holden finalmente tem que ameaçar atirar em Murtry, mas Murtry recebe um telefonema de sua equipe, revelando que todos sabiam da revolta porque ele grampeou toda a cidade e já tem seu povo em posição. Ele ordena que sua equipe mate todos dentro de uma casa próxima. Murtry ordena que Basia seja feito prisioneiro por conspirar com o terrorista, mas Holden declara a custódia dele em nome da ONU, dizendo que ele será mantido prisioneiro na Rocinante.
Órbita
A Rocinante pousa e pega Basia. Naomi lhe dá passe livre, ela não o vê como um prisioneiro. Ela e Alex notaram que a RCE transformou seu segundo ônibus espacial em uma bomba. Eles poderiam atirar, mas Naomi opta pela não violência.
Ao fazer exercícios de treinamento, alguém do esquadrão de Havelock percebe Naomi soldando algo no ônibus espacial, Naomi tenta fugir, mas eles usam seus ganchos para prendê-la; depois a jogam em uma cela.
Holden recebe a visita de Miller; Miller admite que a protomolécula está ativando os robôs alienígenas na superfície, mas também que há um grande ponto vazio na rede global e ele precisa que Holden verifique; pode ser um resquício da coisa que matou os criadores do Investigador. Holden diz que vai verificar assim que libertarem Naomi.
No céu, uma das luas derrete. Elvi vai avisar Holden sobre isso, e também diz a ele que ela acha que eles só encontraram os organismos alienígenas no planeta até agora que estão tentando acordar da hibernação e falhando, mas geralmente é apenas uma pequena porcentagem de organismos que falham ao acordar, e provavelmente há muitos outros que não falharão.
Ilus
Elvi analisa um animal parecido com uma borboleta; acontece que não é um animal, mas outro tipo de máquina alienígena. A esposa de Basia, Lucia, a médica da cidade, pede a Elvi que passe por lá. Em seu escritório, ela tem um menino cujo olho ficou verde; ela acha que possivelmente são os organismos que vivem nas nuvens, alimentando-se da umidade. Ela diz a Lucia que falará com seu povo e Holden, e espera que eles possam encontrar uma cura.
Sobre o centro da maior ilha de Ilus, no lado oposto do planeta de First Landing, ocorre uma enorme erupção, criando ondas de centenas de metros de altura, achatando metade do planeta. A onda de choque logo se espalhará para o outro lado do planeta. Alex liga para Holden e avisa que ele tem cerca de 6 horas antes das ondas de choque, o que é muito cedo para trazer a Rocinante para evacuação ou para eles tirarem o ônibus da RCE do planeta. Eles decidem que o melhor curso de ação é levar todos para as ruínas alienígenas.
A tempestade dura 16 longas horas, quando acaba deixa um enorme rastro de destruição, não sobra nada do lado de fora além de lama, nenhum vestígio mostrando que os humanos já estiveram ali. Lesmas viscosas começam a emergir do solo; alguém toca em uma e morre imediatamente. Todo mundo entra para bloquear todos os pontos de acesso das ruínas da invasão das lesmas tóxicas.
Holden diz a Murtry que eles precisam tirar todos do planeta, ele concorda, mas planeja voltar mais tarde. Havelock tenta enviar suprimentos em um dos ônibus leves, mas o sistema de defesa planetária fica on-line e atira no ônibus, aparentemente de algum tipo de canhão em uma das luas. Os alienígenas também têm algum tipo de campo de amortecimento que impede que a fusão nuclear ocorra, então todos os reatores das naves ficam offline, forçando-os a funcionar apenas com energia da bateria. Sem seus acionamentos, as órbitas das naves começam a decair.
Miller aparece e diz a Holden que ele precisa usar a rede de transferência de material para chegar ao ponto cego que está procurando; Holden diz a ele “mais tarde”, depois que ele salvar todos. Miller sugere que talvez os lançamentos aéreos de suprimentos sejam provavelmente inócuos o suficiente para que a grade de defesa não os tire, então Havelock começa a lançar suprimentos dessa maneira, com sucesso.
Para piorar ainda mais as coisas em Ilus, os organismos que viviam nas nuvens infectam todos através da chuva, e todos começam a ficar cegos, exceto Holden. Elvi e os outros cientistas tentam desesperadamente encontrar uma cura, e eventualmente Elvi percebe que os remédios anticâncer de Holden é o que está impedindo os parasitas de cegá-lo.
Órbita
Como Havelock ainda se recusa a liberar Naomi, Basia vai para a Edward Israel e começa a cortar o casco. Murtry diz a Havelock para reunir sua equipe de assalto para impedir os invasores. Havelock não quer que as coisas piorem mais, e como Naomi é possivelmente a melhor engenheira para resolver a situação de fusão, ele a tira do brigue. Ele elimina alguns de sua própria equipe ao longo do caminho com tiros não letais, e eventualmente eles encontram Basia. Eles conseguem sair de uma câmara de ar e chegam intactos a Rocinante.
Holden briga com Murtry, mas não o mata. Elvi diz a Holden que seus remédios anticâncer estão curando a cegueira, e que todos devem poder enxergar dentro de algumas horas, talvez dias. Depois de um cochilo rápido, ele finalmente concorda em ajudar Miller e se junta a ele no sistema de transferência de material.
Basia prende cordas ao Barbapiccola para que a Rocinante possa rebocá-la para uma órbita mais estável. Eles conseguem impulsioná-la bastante quando a Israel lança seu ônibus que virou torpedo na Rocinante. Alex dispara e destrói o ônibus espacial, mas os estilhaços penetram no casco da Rocinante, abrindo vários pequenos buracos e ferindo o braço de Havelock. Naomi e Baz consertam todos os buracos, mas os propulsores de manobra de um lado estão vazios; Alex informa que eles vão perder a Barb e não há nada que eles possam fazer sobre isso. Eles planejam evacuar parte da tripulação do Barb para a Rocinante, mas finalmente decide tentar usar o canhão elétrico como um propulsor. Tudo vai de acordo com o plano e eles conseguem desacelerar o decaimento da órbita da Barb, depois salva a tripulação da Barbapiccola antes dela explodir na atmosfera.
Ilus
Em Ilus, Murtry e Wei partem atrás de Holden. Amos e Elvi seguem seus rastros. Holden desmaia por cerca de 20 horas e, quando acorda, Miller diz que eles terão que percorrer o resto do caminho a pé. Miller assume o controle de um dos mecanismos de manutenção alienígenas gigantes e os usa para limpar os destroços que bloqueiam a pista.
Eles chegam à estação de processamento e Miller explica que todo o planeta contém materiais raros na galáxia; é basicamente um posto de gasolina interestelar.
Elvi e Amos eventualmente chegam à enorme estrutura alienígena onde Holden está; eles encontram o transporte de Murtry abandonado. Dentro da estrutura, Wei diz que eles não estão autorizados a ir mais longe; Amos atira e a mata, Murtry atira nas costas de Amos várias vezes, mas não penetra em sua armadura, embora ele exploda alguns de seus dedos. Amos atira em Murtry no peito, mas sua armadura o salva.
Elvi corre pelo complexo e praticamente tropeça direto em Holden, ela o avisa sobre Murtry e diz que acha que Amos está morto. Holden indiferentemente apresenta Elvi ao mecanismo alienígena controlado pelo proto-Miller e diz a ela e Miller para irem salvar o planeta; ele vai atrás de Murtry. Eles chegam a uma câmara com um vórtice rodopiante de escuridão sobre escuridão que Elvi descreve como "o olho de um Deus irado", mas Miller não consegue vê-lo.
Holden encontra Murtry em lados opostos de uma ponte; Murtry diz que tem que impedi-lo de desligar a tecnologia porque a RCE pode aprender com isso, e mesmo que isso signifique que ele e todo o seu povo tenham que morrer, que assim seja. Ele também diz a Holden que Amos e Fayez ainda estão vivos, mas estão mal. Ambos se preparam para um tiroteio no estilo do oeste selvagem, mas enquanto Murtry está ocupado com ostentação, Holden atira nele várias vezes no peito, braço e perna. Holden o remenda e o salva, então diz a ele que ele tem amigos poderosos em casa que lhe devem favores, que ele planeja lucrar humilhando Murtry.
De repente, a maquinaria ao redor deles começa a ganhar vida. Miller ativa todo o equipamento. Os alienígenas não estão felizes com isso e atacam Miller e Elvi. Ela consegue evitá-los escondendo-se em um buraco, já que eles não podem vê-la, e eles se matam perseguindo-a. Miller está danificado de forma irreparável, então ele pede a Elvi para tirar a unidade azul em forma de amêndoa dentro dele e levá-la até o ponto morto. Assim que os robôs estão prestes a ultrapassá-la, ela escorrega para o ponto morto. Por dentro, ela se sente dilacerada e montada novamente, depois passa pelo outro lado. Tudo está escuro e todas as máquinas estão desligadas novamente, a mancha escura permanece. Miller assume o controle de tudo, torna-se o mundo inteiro. 
Órbita
Holden deixa a Rocinante saber que o sistema de defesa do planeta está inoperante e Alex liga os motores; todos os outros seguem o exemplo. A Rocinante pousa em Ilus para deixar suprimentos. Cerca de metade dos colonos da Barb decidiram ficar com os cientistas do planeta, e a outra metade optou por voltar com o Israel e a Rocinante. O vídeo do resgate da tripulação da Barb atinge os feeds de volta para casa, e Havelock e o Capitão Marwick são retratados como heróis da RCE que salvaram os colonos. Todos no planeta estão finalmente trabalhando juntos, e eles podem realmente ter uma chance de sobreviver. Holden e a tripulação da Rocinante decolam; ele deixa Basia ficar para trás com sua família.
Holden vai ao compartimento de carga da Rocinante e o desmonta até encontrar o restante da protomolécula. Ele a carrega em uma sonda e atira a sonda na estrela-mãe de Ilus. Murtry está trancado na enfermaria e será julgado pela ONU em Luna.

### Epílogo
Em Marte, Avasarala se encontra com Bobbie Draper e explica que a MCR está comprometida. Ela havia planejado a falha de Holden, mas como ele não falhou, a população de Marte estará deixando o inóspito planeta em massa para os novos mundos. A única coisa que a Marte terá para vender são suas 15.000 ogivas nucleares.

## Personagens

### Personagens com ponto de vista
- Bobbie Draper (prólogo)
- Basia (13 capítulos)
- Elvi (16 capítulos)
- Havelock (13 capítulos)
- Holden (14 capítulos)
- O Investigador (6 interlúdios)
- Chrisjen Avasarala (epílogo)

### Exegese
- Basia Merton é um dos refugiados de Ganimedes sem porto seguro no Sistema Solar. Sua nave atravessou o portão para ser a primeira a colonizar um novo planeta. Em Ilus, como o novo planeta é chamado pelos habitantes, é encontrado um rico veio de lítio que poderia fornecer uma valiosa mercadoria comercial com outros sistemas. As Nações Unidas enviam uma expedição científica ao planeta. Isso leva Basia a ações que ele nunca pensou que faria, e parece que ele tem um conjunto interminável de decisões entre más escolhas, enquanto ele está apenas tentando fazer o que acha melhor para sua família.
- Elvi Okoye é uma cientista da equipe enviada pelas Nações Unidas. Sua tarefa original era tentar pesquisar o planeta em um estado primitivo, mas os eventos tornam isso impossível. Mais tarde, ela tenta obter informações sobre as coisas incríveis que acontecem no planeta que fazem parecer que a biosfera mais hospitaleira encontrada longe da Terra pode matar todos eles.
- Dmitri Havelock foi parceiro de Miller em Ceres e agora é vice-chefe de segurança da missão da ONU em Nova Terra. Permanecendo a bordo da nave que o trouxe enquanto o chefe de segurança se muda para a superfície, ele fica cada vez mais preocupado com as ações de seu supervisor. Mais tarde, a captura afortunada de um prisioneiro da Rocinante desencadeia uma cadeia de eventos com repercussões de longo prazo para a humanidade.
- James Holden Sentindo problemas se formando em Ilus/Nova Terra, Chrisjen Avasarala vê a necessidade de alguém percebido como imparcial para negociar e relatar os eventos lá e escolhe Jim Holden. Depois de fazer a jornada, a tripulação tenta o seu melhor para equilibrar as reivindicações coloniais, a prioridade do governo e as criaturas que despertam no planeta dentro de uma crise maior do que todas as suas preocupações anteriores.
- Joe Miller ainda está tentando descobrir seu papel dentro da construção alienígena, mantendo sua conexão com Holden. Eventuais pistas se juntam permitindo que ele desligue a maquinaria alienígena e potencialmente salve a todos. No entanto, os restos de Miller  são destruidos no processo.[11]

## Traduções pelo mundo
O livro não foi publicado no Brasil.
- Checo: O poklad Ciboly (2014)
- Húngaro: Cibola Meghódítása (2015)
- Russo: Сибола в огне
- Búlgaro: Сибола гори (2015)
- Alemão: Cibola brennt (2015)
- Sérvio: Sibola u Plamenu (2016)
- Italiano: Cibola Burn - La cura (2016)
- Frances: Les Feux de Cibola (2017)
- Polonês: Gorączka Ciboli (2018)
- Espanhol: La Quema de Cíbola (2019)
- Croata: Cibola u Plamenu (2019)[12]

## Série

### Romances
| Número | Título                  | Páginas | Áudio   | Data da Publicação Original | ISBN              |
| ------ | ----------------------- | ------- | ------- | --------------------------- | ----------------- |
| 1      | Leviatã Desperta        | 592     | 20h 56m | 15/06/2011                  | 978-0-316-12908-4 |
| 2      | A Guerra de Caliban     | 595     | 21h     | 25/06/2012                  | 978-0-316-12906-0 |
| 3      | Os Portões de Abadom    | 539     | 19h 42m | 04/06/2013                  | 978-0-316-12907-7 |
| 4      | O Incêndio de Cibola    | 583     | 20h 7m  | 17/06/2014                  | 978-0-316-21762-0 |
| 5      | Ardil de Nemesis        | 544     | 16h 44m | 02/06/2015                  | 978-0-316-21758-3 |
| 6      | Cinzas da Babilônia     | 608     | 19h 58m | 06/12/2016                  | 978-0-316-33474-7 |
| 7      | Desenredo de Persépolis | 560     | 20h 34m | 05/12/2017                  | 978-0-316-33283-5 |
| 8      | Ira de Tiamate          | 544     | 19h 8m  | 26/03/2019                  | 978-0-316-33286-6 |
| 9      | Leviatã Adormece        | 528     | 19h 40m | 30/11/2021                  | 978-0-316-33291-0 |